# Le pigeon aux petits pois
Le pigeon aux petits pois és un quadre de Pablo Picasso realitzat l'any 1911 i un dels cinc quadres robats del Museu d'Art Modern de París el 20 de maig del 2010. El valor total de tots aquests quadres ascendeix a 100 milions d'euros, la qual cosa, a més del fet delictiu i la notorietat d'aquestes peces d'art, faria bastant difícil la seua venda il·legal.